# ピューリッツァー賞 音楽部門
ピューリッツァー賞 音楽部門（ピューリッツァーしょう おんがくぶもん、英語: Pulitzer Prize for Music）はピューリッツァー賞の部門の一つ。ジョーゼフ・ピューリツァーは当初そのような賞を意図していなかったが、音楽家への奨学金が毎年与えられるよう準備はしていた。それが1943年に完全な賞となった。「アメリカ人によって作曲され、その年にアメリカで初演またはレコーディングされた作品」を対象としている。

## 受賞リスト

### 1940年代
- 1943年　ウィリアム・シューマン：世俗カンタータ第2番「自由の歌」
- 1944年　ハワード・ハンソン：交響曲第4番
- 1945年　アーロン・コープランド：バレエ「アパラチアの春」
- 1946年　レオ・サワビー：太陽の賛歌
- 1947年　チャールズ・アイヴズ：交響曲第3番
- 1948年　ウォルター・ピストン：交響曲第3番
- 1949年　ヴァージル・トムソン：映画音楽「ルイジアナ物語」

### 1950年代
- 1950年　ジャン＝カルロ・メノッティ：オペラ「領事」
- 1951年　ダグラス・スチュアート・ムーア：オペラ「大地の巨人」
- 1952年　ゲイル・キュービック：協奏交響曲
- 1953年　受賞者なし
- 1954年　クインシー・ポーター：2台のピアノのための協奏曲
- 1955年　ジャン＝カルロ・メノッティ：オペラ「ブリーカー街の聖人」
- 1956年　エルンスト・トッホ：交響曲第3番
- 1957年　ノーマン・デロ＝ジョイオ：オペラ「知恵の書による瞑想」
- 1958年　サミュエル・バーバー：オペラ「ヴァネッサ」
- 1959年　ジョン・ラ＝モンテーヌ：ピアノ協奏曲

### 1960年代
- 1960年　エリオット・カーター：弦楽四重奏曲第2番
- 1961年　ウォルター・ピストン：交響曲第7番
- 1962年　ロバート・ウォード：オペラ「るつぼ」
- 1963年　サミュエル・バーバー：ピアノ協奏曲
- 1964年　受賞者なし
- 1965年　受賞者なし
- 1966年　レスリー・バセット：オーケストラのための変奏曲
- 1967年　レオン・キルシュナー：弦楽とテープのための四重奏曲第3番
- 1968年　ジョージ・クラム：時と河のこだま
- 1969年　カレル・フサ：弦楽四重奏曲第3番

### 1970年代
- 1970年　チャールズ・ウォリネン：Time's Encomium
- 1971年　マリオ・ダヴィドフスキー：シンクロニズム第6番
- 1972年　ジェイコブ・ドラックマン：Windows
- 1973年　エリオット・カーター：弦楽四重奏曲第3番
- 1974年　ドナルド・マルティーノ：Notturno
- 1975年　ドミニク・アージェント：ヴァージニア・ウルフの日記より
- 1976年　ネッド・ローレム：Air Music
- 1977年　リチャード・ワーニック：Visions of Terror and Wonder
- 1978年　マイケル・コルグラス：パーカッションとオーケストラのための「デ・ジャ・ヴ」
- 1979年　ジョセフ・シュワントナー：Aftertones of Infinity

### 1980年代
- 1980年　デイヴィッド・デル・トレディチ：夏の日のおもいで
- 1981年　受賞者なし
- 1982年　ロジャー・セッションズ：管弦楽のための協奏曲
- 1983年　エレン・ターフィ・ツウィリッヒ：管弦楽のための3楽章（交響曲第1番）
- 1984年　バーナード・ランズ：Canti del Sole
- 1985年　ステファン・アルバート：Symphony RiverRun
- 1986年　ジョージ・パール：フルート、オーボエ、クラリネット、ホルン、ファゴットのための管楽五重奏曲第4番
- 1987年　ジョン・ハービソン：エジプトの飛行
- 1988年　ウィリアム・ボルコム：ピアノのための12の新しいエチュード
- 1989年　ロジャー・レイノルズ：Whispers Out of Time

### 1990年代
- 1990年　メル・パウエル：Duplicates: A Concerto
- 1991年　シュラミト・ラン：交響曲
- 1992年　ウェイン・ピーターソン：The Face of the Night, the Heart of the Dark
- 1993年　クリストファー・ラウズ：トロンボーン協奏曲
- 1994年　ガンサー・シュラー：Of Reminiscences and Reflections
- 1995年　モートン・グールド：Stringmusic
- 1996年　ジョージ・ウォーカー：ソプラノとオーケストラのための「ライラック」
- 1997年　ウィントン・マルサリス：オラトリオ「Blood on the Fields」
- 1998年　アーロン・ジェイ・カーニス：弦楽四重奏曲第2番
- 1999年　メリンダ・ワグナー：フルート、弦楽、パーカッションのための協奏曲

### 2000年代
- 2000年　ルイス・スプラトラン：オペラ「Life is a Dream」
- 2001年　ジョン・コリリアーノ：交響曲第2番
- 2002年　ヘンリー・ブラント：Ice Field
- 2003年　ジョン・クーリッジ・アダムズ：魂の転生
- 2004年　ポール・モラヴェック：Tempest Fantasy
- 2005年　スティーヴン・スタッキー：管弦楽のための第2協奏曲
- 2006年　ユーディ・ワイナー：ピアノ協奏曲「Chiavi in Mano」
- 2007年　オーネット・コールマン：Sound Grammar
- 2008年　デイヴィッド・ラング：マッチ売りの少女の受難曲
- 2009年　スティーヴ・ライヒ：Double Sextet

### 2010年代
- 2010年　ジェニファー・ヒグドン：ヴァイオリン協奏曲
- 2011年　周龍：オペラ「白蛇伝」
- 2012年　Kevin Puts：Silent Night: Opera in Two Acts
- 2013年　Caroline Shaw：Partita for 8 Voices
- 2014年　John Luther Adams：Become Ocean
- 2015年　Julia Wolfe：Anthracite Fields
- 2016年　Henry Threadgill：In for a Penny, In for a Pound
- 2017年　杜韻：オペラ「Angel's Bone」
- 2018年　ケンドリック・ラマー：DAMN.
- 2019年　Ellen Reid：オペラ「Prism」

### 2020年代
- 2020年　アンソニー・デイビス：オペラ「The Central Park Five」
- 2021年　Tania León：Stride
- 2022年　Raven Chacon：Voiceless Mass
- 2023年
- 2024年